# フレデリック・オニール
フレデリック・オニール（Frederick O'Neal、1905年8月27日 - 1992年8月25日）は、アメリカ合衆国の俳優。

## 出演作品
- 青い課外受業
- 黒い牙
- ピンキー